# 허파 동맥 카테터
Swan-Ganz 카테터(Swan-Ganz catheter) 또는 오른 심장 카테터(right heart catheter, 우심장 도관)라고도 알려진 허파 동맥 카테터(pulmonary artery catheter, PAC, 폐 동맥 이끌관)는 허파 동맥 도관삽입(pulmonary artery catheterization, 폐 동맥 카테터삽입) 또는 오른 심장 도관삽입(right heart catheterization, 우심장 카테터삽입)으로 알려진 절차를 통해 허파동맥에 삽입되는 풍선 끝이 달린 카테터이다. 폐동맥 카테터 삽입은 특히 심부전, 심장마비, 부정맥 또는 폐색전증으로 인한 합병증이 있는 사람들에게 심장의 전반적인 기능을 측정하는 유용한 방법이다. 또한 심장 수술 후, 쇼크, 심한 화상 등 정맥 수액 치료가 필요한 사람들에게도 좋은 방법이다. 이 절차는 심방의 압력을 측정하는 데에도 사용될 수 있다.
폐동맥 카테터를 사용하면 우심방, 우심실, 폐동맥의 압력과 좌심방의 충전압(폐쐐기압)을 동시에 직접 측정할 수 있다. 폐동맥 카테터는 발명자인 Cedars-Sinai Medical Center의 제러미 스완(Jeremy Swan)과 William Ganz를 기리기 위해 Swan-Ganz 카테터라고도 한다.

## 같이 보기
- 허파쐐기압
- 일산화탄소 확산능
- 섬유모세포 성장 인자 23